# ش
La shīn (en árabe ﺷﻴﻦ, šīn [ʃiːn]) es la decimotercera letra del alfabeto árabe. Representa un sonido fricativo postalveolar sordo, /ʃ/, generalmente transliterado como /š/. En la numeración abyad tiene generalmente el valor de 300, aunque en el Magreb suele tener el de 1000.

## Transliteración
Suele ser transliterada como sh de forma universal. Por ejemplo se translitera  «shukran», (en árabe شكرا), que significa «gracias».

## Historia
En el alfabeto árabe, sīn está en la posición original (21) en el orden abyadií magrebí, representa /s/  y es la duodécima letra del orden hijā'ī moderno ( هِجَائِي) o alifbāʾī (أَلِفْبَائِي). 
En la orden abyad mashriqi س sīn ocupa el lugar de samej en la posición 15; mientras la variante de esta letra shīn se coloca en la posición original (21), que representa /ʃ/ , y es la decimotercera letra del orden hijā'ī moderno ( هِجَائِي) o alifbāʾī ( أَلِفْبَائِي).

## Origen de la incógnita X
La letra árabe shīn era un acrónimo de "algo" ( شيء shayʾ(un) /ʃajʔ(un)/) es decir, la incógnita en ecuaciones algebraicas. En la transcripción al español se utilizaba la letra X que en castellano antiguo sonaba como sh. Según algunas fuentes, este es el origen de x utilizado para la incógnita en las ecuaciones. Sin embargo, según otras fuentes, no hay evidencia histórica de esto. En notación matemática árabe moderna, س sīn, es decir, shīn sin sus puntos, corresponde a menudo al latín x.

## Descendientes

### Che marroquí
En árabe marroquí, la letra ڜ , šīn con tres puntos adicionales debajo, se usa para transliterar el sonido /t͡ʃ / en palabras prestadas del español.
| Posición | Aislada | Final | Media | Inicial |
| -------- | ------- | ----- | ----- | ------- |
| Forma:   | ڜ       | ـڜ    | ـڜـ   | ڜـ      |